# HD 99104
HD 99104，又名CP-64 1657，SAO 251383、HR 4401，是一颗恒星，视星等为5.11，位于銀經293.78，銀緯-3.66，其B1900.0坐标为赤經11h 19m 2s，赤緯-64° -3.66′ 21″。